# Herbert Stéen-Östling
Herbert Stéen-Östling, egentligen Ernst Sten Herbert Östling, född 26 oktober 1910 i Håcksvik i Älvsborgs län, död 29 oktober 1995 i Sundbyberg, var en svensk kompositör och kapellmästare. Han använde sig av pseudonymerna Cliff Ball och Herbert Steen och tillsammans med Karl Gerhard pseudonymen Kai Stighammar.
Stéen-Östling studerade piano och orgel i Göteborg samt harmonilära och komposition. Han var även kapellmästare i Kar de Mummas revyer under 30 år samt hos Karl Gerhard, och skrev många melodier till hans kupletter.

## Filmmusik
- 1950 – Sånt händer inte här
- 1952 – Blondie, Biffen och Bananen